# Susu (Kreditsystem)
Susu ist eine Art privater Spar- und Kreditverein, der im Untergrund betrieben wird und vor allem in New York City unter Einwanderern aus Trinidad verbreitet ist.

## Funktionsweise
Der Susu zählt zu den ROSCA (rotating savings and credit associations). Die Teilnehmer eines Susu sind in der Regel Immigranten, die keinen Zugang zum normalen Bank- und Kreditsystem haben. Oft sind die Teilnehmer miteinander verwandt oder gehören zur selben Kirchengemeinde. Der für die Susu-Organisation verantwortliche Banker oder Collector ist meist eine Frau. Wenn sich die Teilnehmer eines Susu zusammenfinden, vereinbaren sie zunächst die Höhe des hand genannten Geldbetrages, der durch die Teilnehmer gemeinsam angespart werden muss. Jeder Teilnehmer des Susu bezahlt dann pro Runde, beispielsweise wöchentlich, seinen anteiligen Beitrag an der hand an die Susu-Bankerin. Die gesamte hand wird pro Runde komplett an einen einzelnen Teilnehmer ausgezahlt. In der nächsten Runde wird ein anderer Teilnehmer die gesamte hand erhalten. Dies wird so oft wiederholt, bis jeder Teilnehmer einmal eine hand bekommen hat.
Die erste hand behält die Susu-Bankerin meist bis zum Schluss zurück, um das Ausfallrisiko zu minimieren. Neue Teilnehmer oder solche, die ihre Zahlungen nicht immer pünktlich an die Susu-Bankerin leisten, kommen meist erst später mit der Auszahlung an die Reihe. Das gesamte System beruht ausschließlich auf Vertrauen, es gibt keine schriftlichen Verträge.

## Legalität
Die deutsche Bundesanstalt für Finanzdienstleistungsaufsicht (BaFin) erklärte auf Anfrage der Zeitschrift Die Zeit, dass ein Susu wahrscheinlich illegal sei, da bei einem Susu ein nach dem Kreditwesengesetz verbotenes und strafbares Zwecksparunternehmen gegründet werde. Die BaFin räumte jedoch auch ein, dass man, solange kein schriftlicher Vertrag vorliege, auch keine endgültige Aussage über die Legalität des Systems treffen könne. Auch in den USA ist das Susu-Kreditsystem wahrscheinlich illegal, und die New Yorker Notenbank kennt dieses System nicht.

## Verbreitung
Derartige Systeme des gemeinsamen Ansparens auf Kreditbasis und die anschließende Auszahlung außerhalb des regulären Bankensystems sind nicht nur in New York, sondern auch in Ghana, Jamaika, Haiti, Grenada und Guyana unter verschiedenen Bezeichnungen bekannt und verbreitet.

## Wortherkunft
Es ist nicht gesichert, woher das Wort „Susu“ stammt. Es wird jedoch vermutet, dass es vom Wort esusu (in der Yoruba-Sprache für zusammenlegen) kommt. Eine weitere Möglichkeit wäre, dass es eine Verballhornung der französischen Münze Sou ist.